# 興社社区
興社社区（こうしゃ-しゃく）は、中華人民共和国遼寧省大連市沙河口区興工街道の村級自治組織、「興社居」とも呼ばれている。

## 地理
興社社区の東は西安路に隣接し、西は中長街に隣接し、南は興工街に隣接し、北は鞍山路に隣接する。興社社区の面積は0.17平方キロメートル、人口は7295人。

## 歴史
興社社区は、かつて、大日本帝国関東州大連市沙河口区霞町の一部、隣の中山公園街道の長江居は沙河口神社の所在地であった。